# Samo tvoje ime znam
»Samo tvoje ime znam« je skladba in sedmi single glasbene skupine Pepel in kri. Single je bil izdan leta 1977 pri založbi RTV Ljubljana. Avtor glasbe je Tadej Hrušovar, avtor besedila pa Dušan Velkaverh.
S skladbo »Samo tvoje ime znam« je skupina zmagala na Splitskem festivalu leta 1977, s skladbo »Što može ona mogu ja« pa je skupina nastopila na festivalu Vaš šlager sezone v Sarajevu.

## Seznam skladb
| A stran | A stran                                                          | A stran |
| Št.     | Naslov                                                           | Dolžina |
| ------- | ---------------------------------------------------------------- | ------- |
| 1.      | „Samo tvoje ime znam‟ (Tadej Hrušovar/Dušan Velkaverh/Dečo Žgur) | 4:24    |

| B stran | B stran                                                           | B stran |
| Št.     | Naslov                                                            | Dolžina |
| ------- | ----------------------------------------------------------------- | ------- |
| 1.      | „Što može ona mogu ja‟ (Tadej Hrušovar/Dušan Velkaverh/Dečo Žgur) | 2:22    |